# 9 Cygni
9 Cygni, som är stjärnans Flamsteed-beteckning, är en dubbelstjärna belägen i den södra delen av stjärnbilden Svanen. Den har en  kombinerad skenbar magnitud på ca 5,39 och är svagt synlig för blotta ögat där ljusföroreningar ej förekommer. Baserat på parallax enligt Gaia Data Release 2 på ca 5,5 mas, beräknas den befinna sig på ett avstånd på ca 594 ljusår (ca 182 parsek) från solen Den rör sig bort från solen med en heliocentrisk radialhastighet av ca 20 km/s.

## Egenskaper
Primärstjärnan 9 Cygni A är en gul till vit jättestjärna av spektralklass G8 III. Den ingår i röda klumpen och befinner sig på den svala änden av horisontella jättegrenen och genererar energi genom termonukleär fusion av helium i dess kärna. Den har en massa som är ca 2,9 solmassor, en radie som är ca 18 solradier och utsänder ca 182 gånger mera energi än solen från dess fotosfär vid en effektiv temperatur av ca 5 000 K.
Följeslagaren, 9 Cygni B, är en stjärna av spektralklass A2 V med en massa av ca 2,7 solmassor, en radie av ca 3,5 solradier och en effektiv temperatur av ca 9 200 K. Den har börjat utvecklas bort från huvudserien och klassificeras ibland som en jättestjärna och ibland som en huvudseriestjärna. De båda stjärnorna kretsar kring varandra med en period av 4,56 år, i en bana med en halv storaxel av 0,030 bågsekunder och en hög excentricitet av 0,82.
9 Cygni är en misstänkt variabel, som varierar mellan visuell magnitud +5,38 och 5,42 utan någon påvisad periodicitet.